# Dáma se slunečníkem

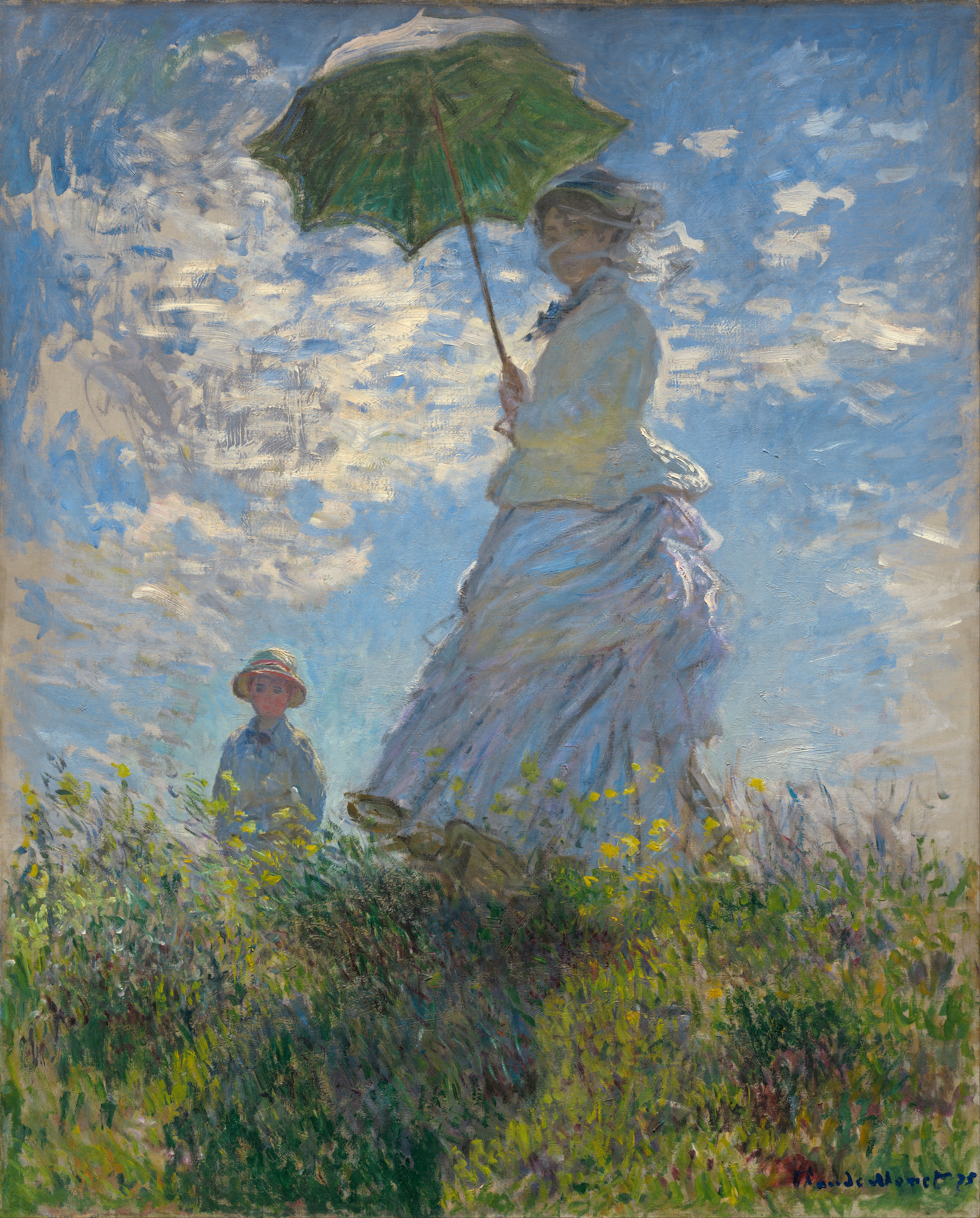
Paní Monetová a její syn

Dáma se slunečníkem patří mezi nejznámější díla francouzského malíře Clauda Moneta.

## Claude Monet
Claude Oscar Monet (1840 – 1926) byl nejznámějším francouzským impresionistickým malířem. Byl mistrem, který důsledně rozpracoval myšlenky impresionismu. Monet pečlivě studoval působení světla na různé objekty a věnoval se tzv. přechodným stavům, k práci s barvou a světlem, a proto jeho obrazy působí na diváka již od prvního dojmu. Tvorbou v plenéru a malováním námětů, na kterých bylo pouze zvláštní světlo, otevřel cestu počátkům moderní malby. Monetův obraz Imprese, východ slunce z roku 1874, dal nejen jméno celému malířskému směru, ale zajistil Monetovi místo mezi nejlepšími malíři všech dob. Jednu dobu pobýval také v Londýně a tehdy vznikly jeho slavné studie anglického parlamentu (Monet si kladl otázku „Jak mohli angličtí malíři malovat parlament, když na něj pro mlhu není vidět?“). V Giverny, které se stalo jeho oblíbeným útočištěm po smrti ženy, maloval motivy ze své zahrady a oblíbenou sérii leknínů. Zobrazoval poetický vodní svět tajemný jako prvotní ráj.

## Dáma se slunečníkem
Dáma se slunečníkem patří mezi jeho nejznámější díla. Zachycuje Monetovu manželku Camille a syna Jeana na procházce během větrného letního dne v době, kdy žili v Argentuil. O deset let dříve Monet namaloval podobný obraz pod názvem Paní Monetová a její syn. Na tomto obraze z roku 1875, ale maloval již Suzanne . Jednoho letního dne se prostě mladá žena postavila na malou vyvýšeninu a tráva i květiny jí zakryly nohy. Jako by se tam vznášela, zrozená náhle pod deštníkem, zářivá v nejjemnější růžovou. Barvy jsou zrovna tak v pohybu jako záhyby její sukně, rotující na pozadí třpytivých mraků. Obraz působí velmi lehce a evokuje svěžest letního a větrného dne (viz například vlající šátek). Převládající barvy tohoto obrazu jsou pestrobarevné a jeho formát je na výšku (100 x 81 cm).

## Galerie

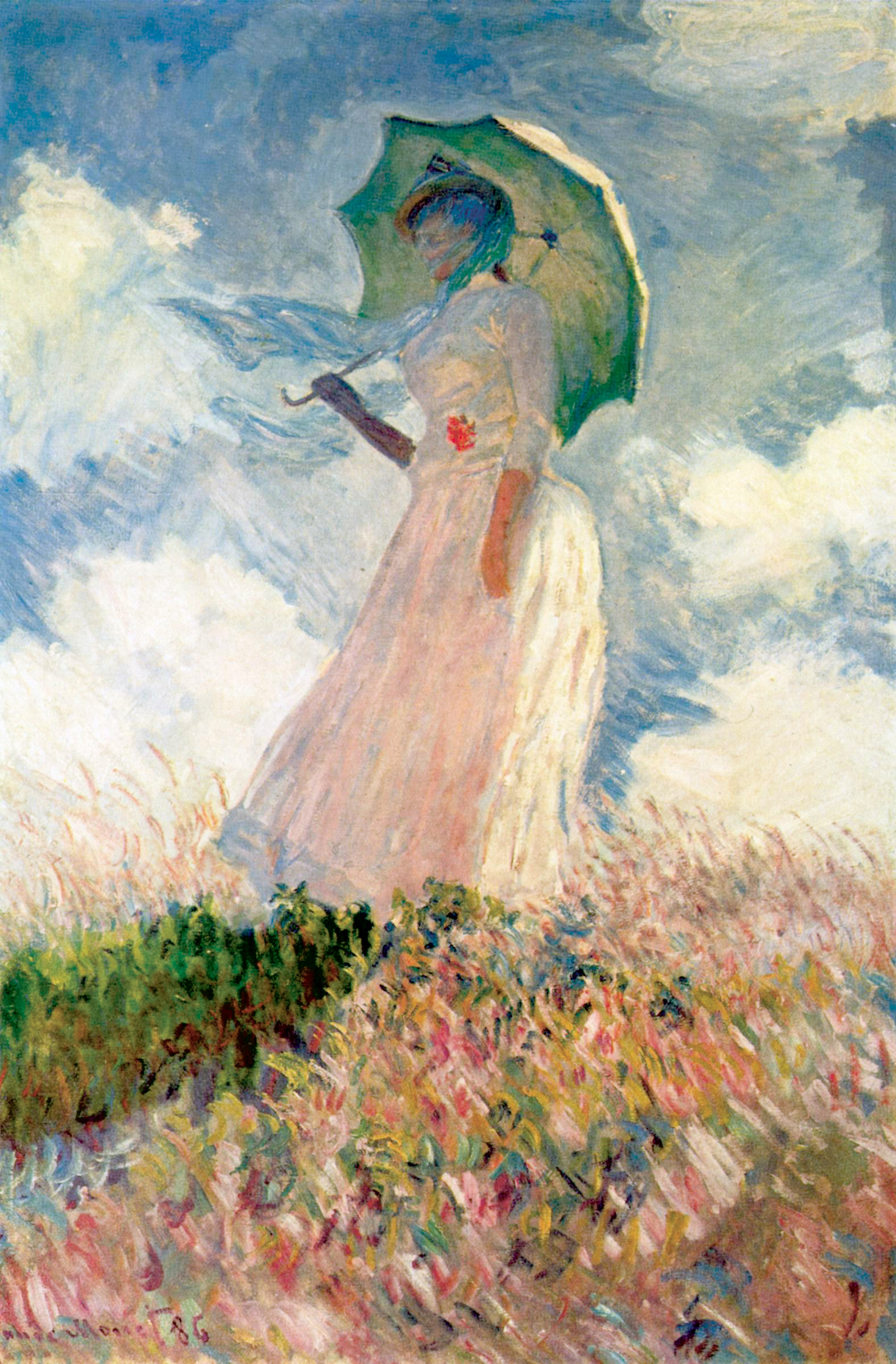
Monet, Woman with a Parasol, facing left, 1886
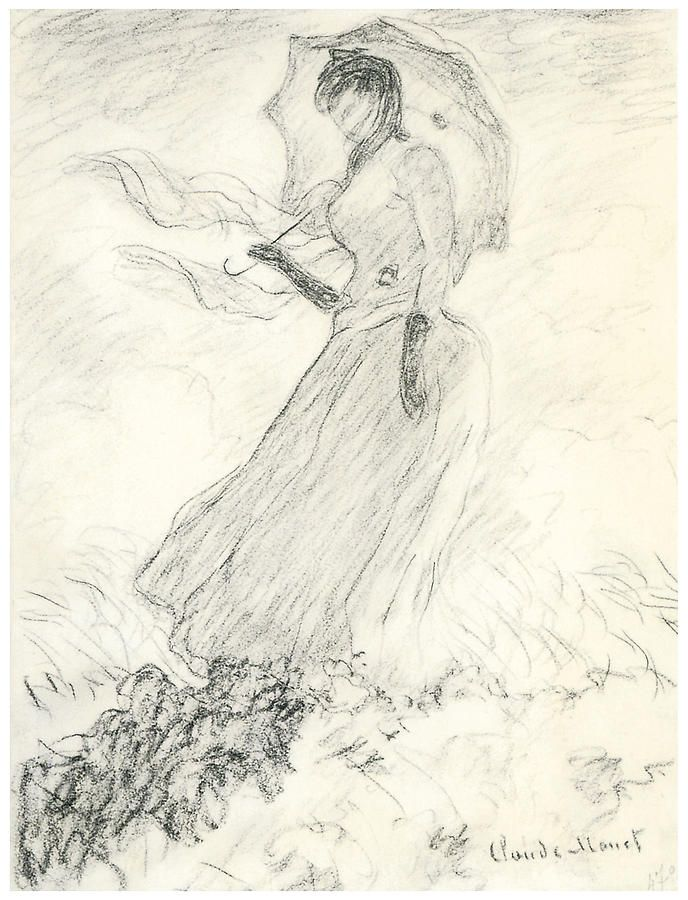
Sketch Drawing Of Woman with a Parasol, facing left, 1886
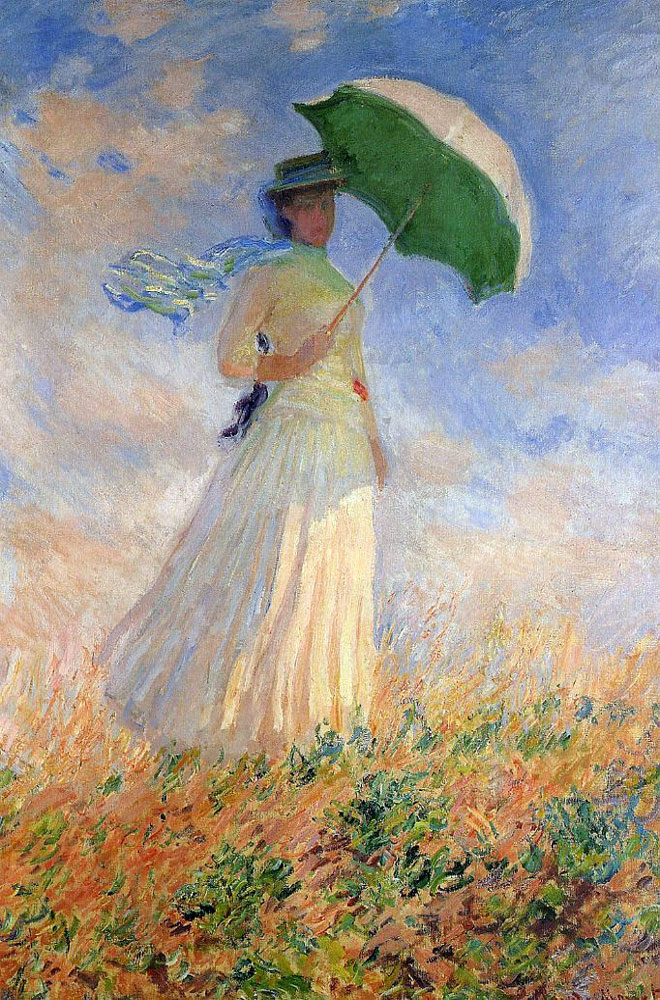
Monet, Woman with a Parasol, facing right, 1886
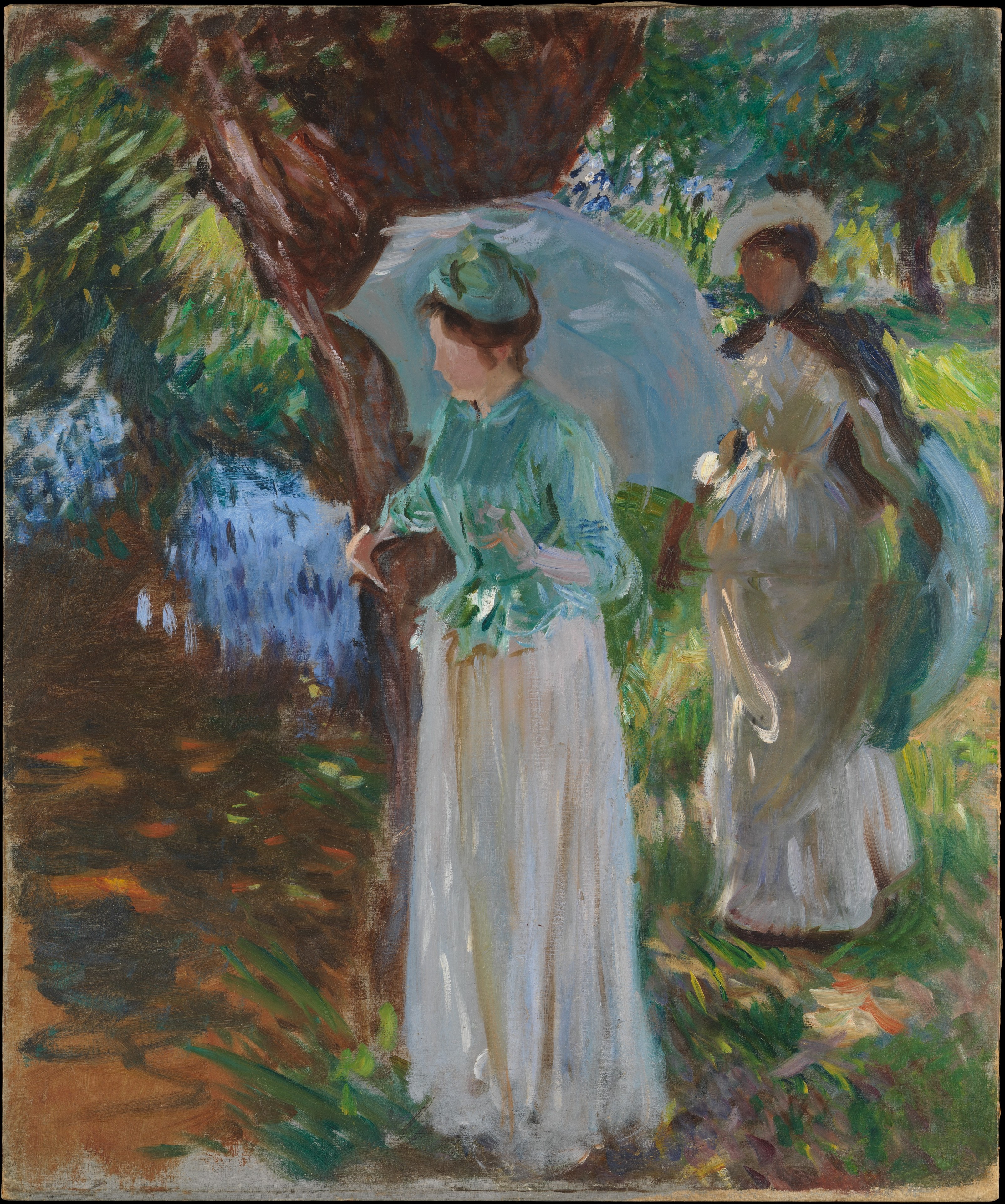
John Singer Sargent, Two Girls with Parasols at Fladbury, 1889